# Per Anger
Per Johan Valentin Anger (7. listopadu 1913 – 26. srpna 2002) byl švédský diplomat, který se svým úsilím účastnil na záchraně mnoha maďarských židů z nacistického zajetí nebo deportací během druhé světové války.

## Životopis
Studoval právo, nejdříve na univerzitě ve Stockholmu, poté v Uppsale. Po ukončení studií roku 1939 nastoupil do armády, kde byl až do ledna následujícího roku. Následně byl ministerstvem zahraničních věcí odeslán do Berlína, kde pracoval na obchodním oddělení švédského velvyslanectví. V červnu 1941 se vrátil do Švédska. Od listopadu téhož roku pracoval jako první tajemník na švédském velvyslanectví v Budapešti.
V březnu 1944 Německo obsadilo Maďarsko. Perzekuce Židů se tehdy zhoršila. Mnoho z nich žádalo švédskou ambasádu o pomoc. Anger se rozhodl jim vydávat prozatímní pasy, které se normálně vydávaly švédským občanům, kteří ztratili řádně vydaný pas. Ambasáda vydávala Židům speciální „ochranné pasy“. Společně se svým kolegou Raoulem Wallenbergem také za pomoci maďarského policisty Batizfalvyho zachraňoval Židy z transportů.
Po válce působil jako švédský velvyslanec v Kanadě a v Austrálii.

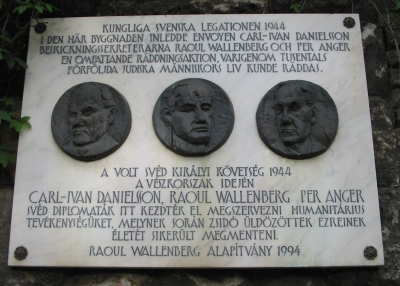
Pamětní deska v Budapešti, na místě bývalé švédské ambasády, věnovaná Carl-Ivan Danielssonovi, Raoulu Wallenbergovi a Peru Angerovi

## Ocenění
- Izraelské ocenění Spravedlivý mezi národy [1] (1980)
- Čestný řád Maďarské republiky (1995)